# Jiří Kolář

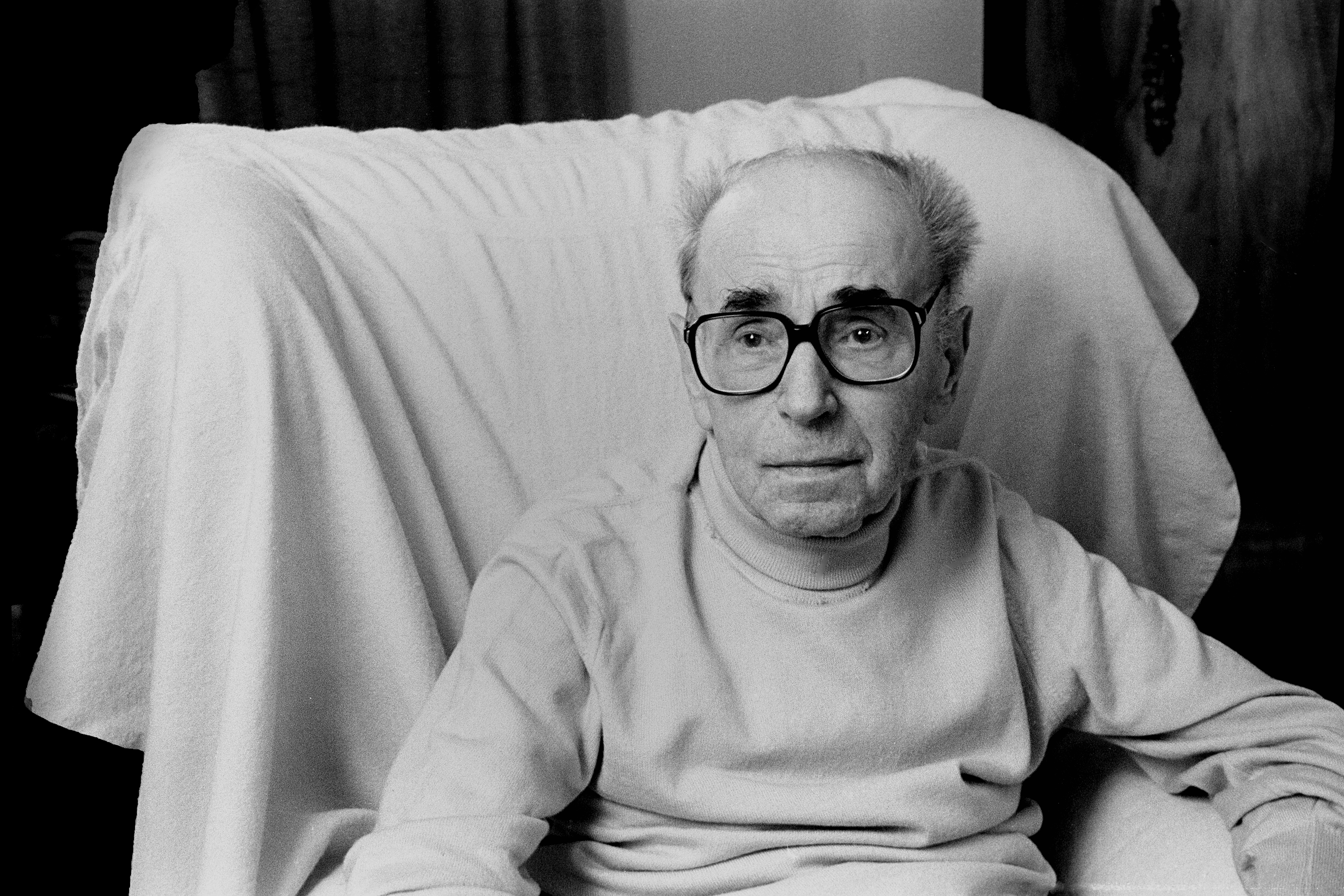
Jiří Kolář en 2002
Photo d'Hana Hamplová

Jiří Kolář (né le 24 septembre 1914, à Protivín en Royaume de Bohême, Autriche-Hongrie – mort le 11 août 2002 à Prague) est un collagiste, poète, écrivain, peintre, traducteur tchèque. Son œuvre se partage à égalité entre la littérature et les arts visuels.

## Biographie
Jiří Kolář est issu d'une famille modeste, son père est boulanger et sa mère couturière. Il fait des études de menuiserie avant d'exercer diverses professions. Il expose pour la première fois en 1937 des collages « poétistes ». Son premier recueil de poésie date de 1941.
En 1942, avec le théoricien de l’art, Jindřich Chalupecký, le sculpteur Ladislav Zívr, le peintre František Hudeček, les poètes Ivan Blatný, Jiřina Hauková, Josef Kainar et quelques autres artistes, il fonde le « Groupe 42 » (Skupina 42) qui célèbre « l'enchantement de la technique ». 
Jiří Kolář rencontre Běla en 1944 et l'épouse en 1949. Jiří et Běla ont non seulement produit mais aussi intensément collectionné les œuvres de leurs amis plasticiens. Cette collection, ainsi que certaines de leurs propres œuvres ont été léguées en 2002 par les époux Kolář au musée Kampa de Prague.
Comme beaucoup d'autres à la fin de la guerre, Jiří Kolář prend sa carte au parti communiste tchécoslovaque mais contrairement à ceux-ci, ses yeux se déscillent rapidement et il quitte le parti après quelques mois. Il publie plusieurs textes, dont Dny v roce [« Jours de l’année »], journal poétique de 1947, dont le second volet en prose, Roky v dnech [« Années des jours »], est saisi par la censure du nouveau régime communiste. En 1953, en pleine terreur stalinienne finissante, il est condamné à un an de prison.
Entre 1959 et 1961, il travaille à ses Básně ticha [« Poèmes du silence »] qui consomment la rupture avec la poésie verbale et pousse la déconstruction du poème initiée par Stéphane Mallarmé dans son Coup de dé et poursuivi par Guillaume Apollinaire dans ses Calligrammes.
Dès lors sa création prend la forme du collage à base de textes et d’images imprimés. Dans son Týdeník 1968 [« Semainier 1968 »], journal sous forme de collages des événements du Printemps de Prague et de l'invasion suivante de la Tchécoslovaquie par les troupes du Pacte de Varsovie, le poème n'est plus qu'une illustration de l'image poétique.
Interdit de publication et d’exposition pendant la période de la « Normalisation », signataire de la Charte 77, Jiří Kolář émigre à Paris en 1980. C'est dans la capitale française qu'il fonde la Revue K consacrée aux artistes d’origine tchèque vivant en exil. La suite de son œuvre écrite est un commentaire de l’œuvre plastique, avec l’interview Odpovědi [« Réponses »] (1984) et surtout le Slovník metod [« Dictionnaire des Méthodes »] (1986), qui recense les différentes techniques de collage qu'il emploie dans son œuvre graphique et dont certaines sont de son invention.
Il fait de fréquents séjours à Prague après la Révolution de velours de 1989, qui met fin au régime communiste dans son pays. En 1990, avec Václav Havel et le peintre Theodor Pištěk, il crée le prix Jindřich Chalupecký (Cena Jindřicha Chalupeckého) qui récompense un jeune artiste de moins de 35 ans et qui est devenu une sorte de « prix Goncourt » des arts plastiques tchèques, toujours très suivi et parfois très controversé. Jiří Kolář décède à Prague à l'été 2002.

## L'écrivain

### Le poète
Ses premiers poèmes sont publiés en 1938 mais ses œuvres complètes ne le mentionnent pas sans doute en raison du caractère érotique de ceux-ci, Ústnice décrit une fellation, Svícen a trakař des positions sexuelles quand Růže Večernice évoque l'amour avec une prostituée. Aussi Křestní list [« Certificat de baptême »], 1941 est-il considéré comme sa première publication. Avec les trois autres recueils des années 1940, sa poésie est alors placée sous l'existentialisme propre au Groupe 42.
Sous Klement Gottwald, il écrit des journaux intimes poétiques : Očitý svědek [« témoin oculaire »] (1949), Prométheova játra [« Les foies de Prométhée »] (1950). En 1957, il s'inspire de L'Art de la guerre de Sun Zi et le paraphrase pour écrire Mistr Sun o básnickém umění [« L'Art poétique de Maitre Sun »].
En 1964, Náhodný svědek [« Témoin accidentel »], recueille ses ouvrages des années 1940 et est publié. Deux ans plus tard, Vršovický Ezop [« L'Ésope de Vršovice »] (Vršovice étant un quartier de Prague et évoque le mot tchèque verš, « vers (poétique) ») recueille ses ouvrages poétiques des années 1950 mais ne passe pas le barrage de la censure.

### Le dramaturge
Kolář est l'auteur de deux pièces de théâtre Mor v Athénách, [« La peste à Athènes »], publiée à Prague, en 1965, et Chléb náš vezdejší, [« Notre pain quotidien »], dont la première édition est en allemand et publiée sous le titre Unser täglich Brot, à Vienne, en 1966, dans une traduction de K. B. Schäufellen.

### Le traducteur
Jiří Kolář est, entre autres, le traducteur en tchèque des Fables d’Ésope (1957) et des Aventures du baron de Münchhausen (en tchèque : Baron Prášil) traduites en 1965 avec Josef Hiršal à partir de la version de Gottfried August Bürger, Aventures qu’avait rendues populaire, en 1961, le film homonyme de Karel Zeman, connu en France sous le titre français de Le Baron de Crac.

## Le plasticien
S'il est mondialement connu c'est comme créateur de collages. Dans son Dictionnaire des Méthodes il recense les techniques suivantes dont certaines sont issues de sa propre recherche créative ;
- le pas (voir chiasme) des petits bouts de papier imprimés uniformément (annuaire, journal, etc) sont mis bord-à-bord dans le désordre ;
- le couciu à la manière de Villeglé, on colle de nombreuses couches de papier et on en arrache ou ponce certaines couches de papier ;
- l’... un motif est découpé en creux et révèle un motif placé derrière la feuille ;
- le mage (du verbe tchèque muchlat, « froisser ») consiste à froisser la feuille que l'on colle ensuite en aplat ;
- le prolage est une variation de l'intercollage et le motif découpé en creux dessine en une figure ;
- le rollage consiste en la juxtaposition de deux images découpées en bandes régulières et intercalées.

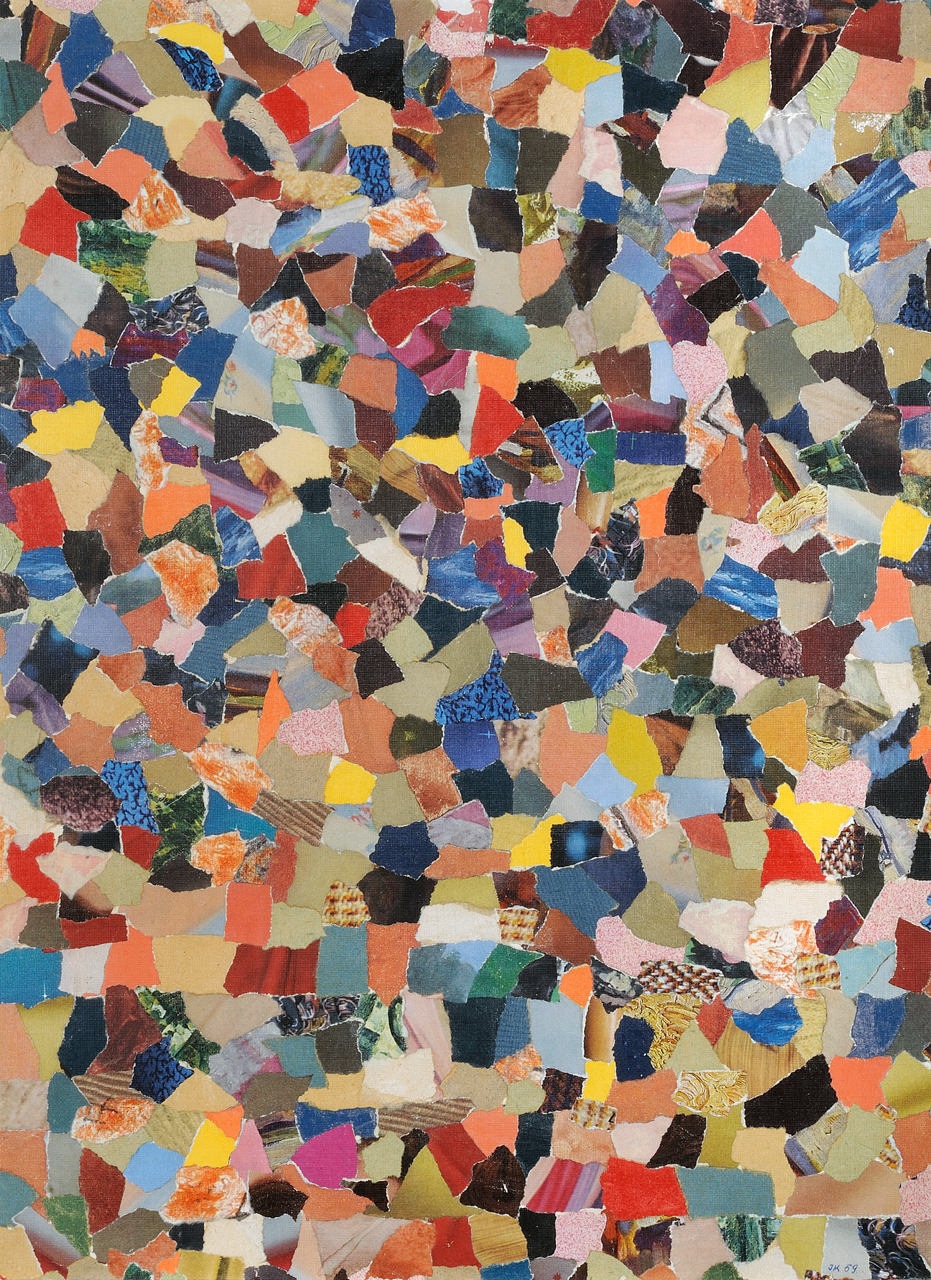
Jiří Kolář, In full sunlight (1959), collage
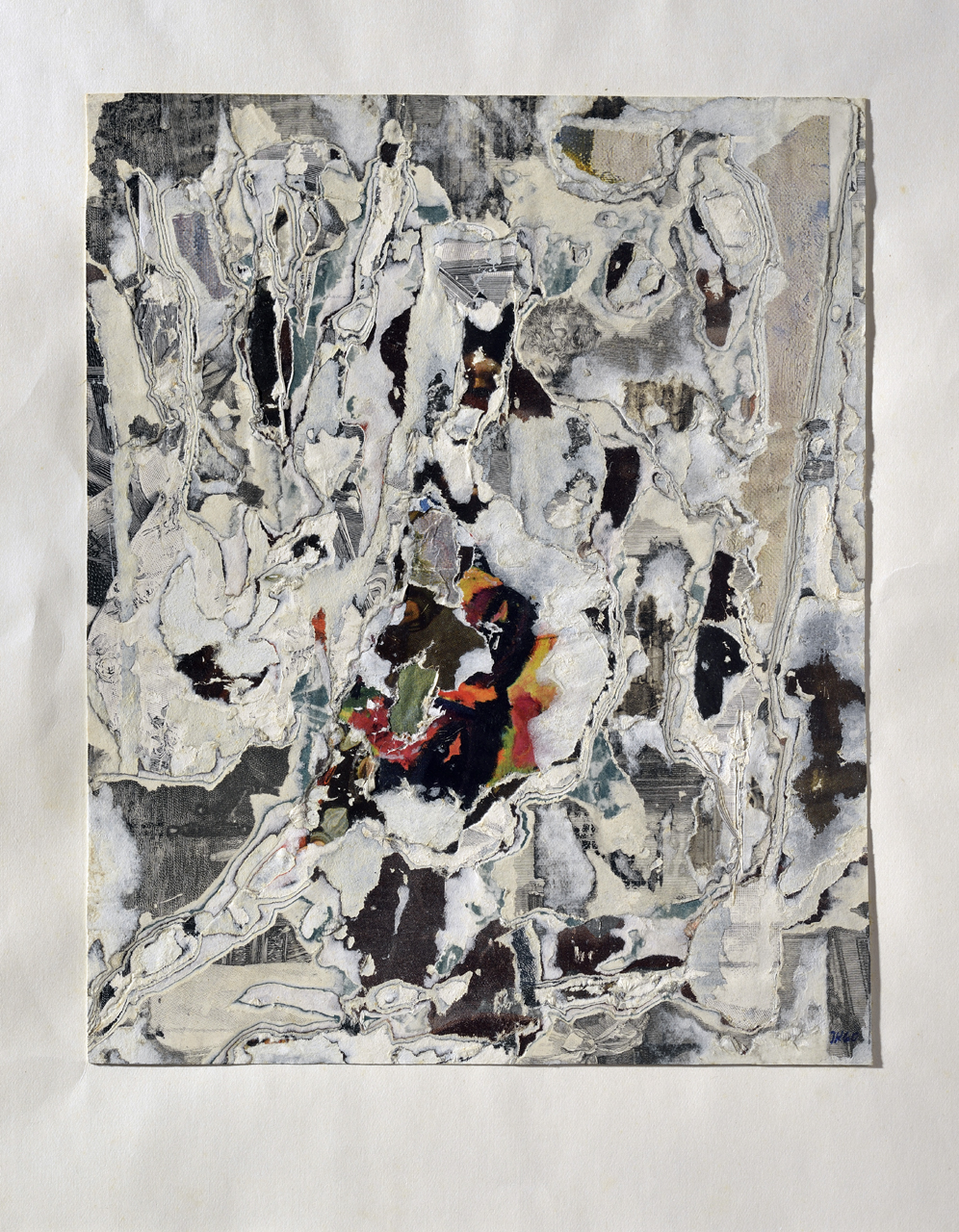
Jiří Kolář, Cast down face (1960), stratifie
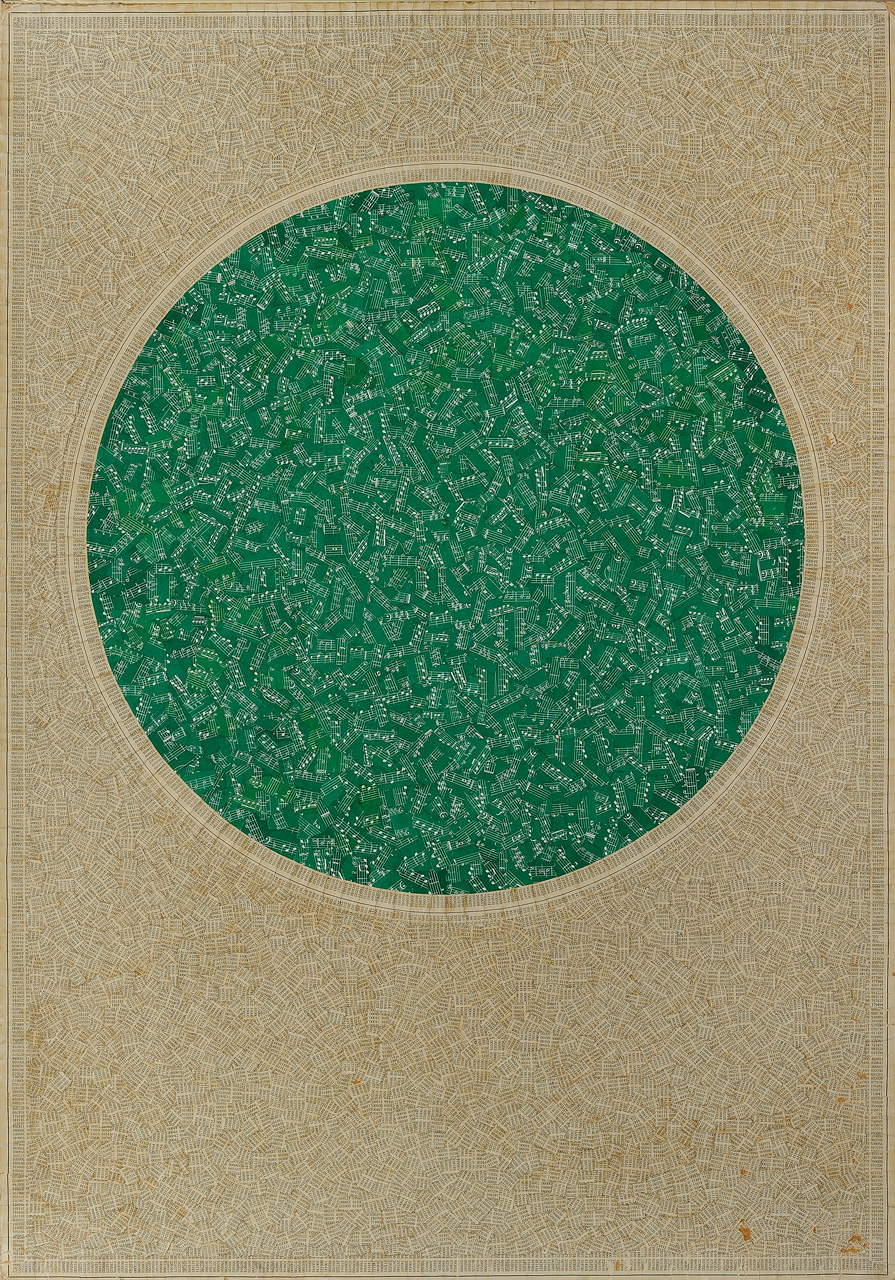
Jiří Kolář, Musical Circle (1965), embossed chiasmage
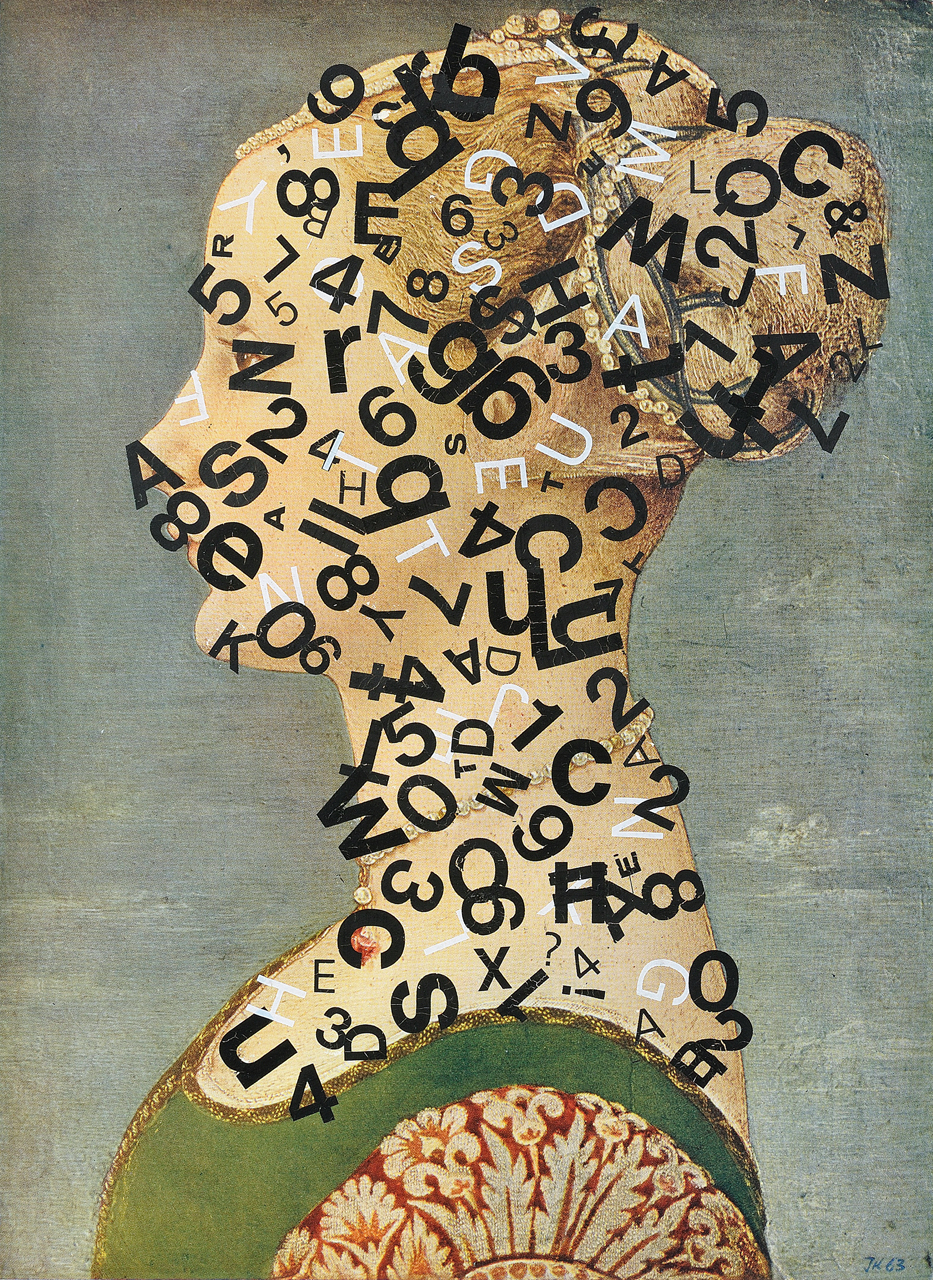
Jiří Kolář, Descriptive portrait (1963), collage
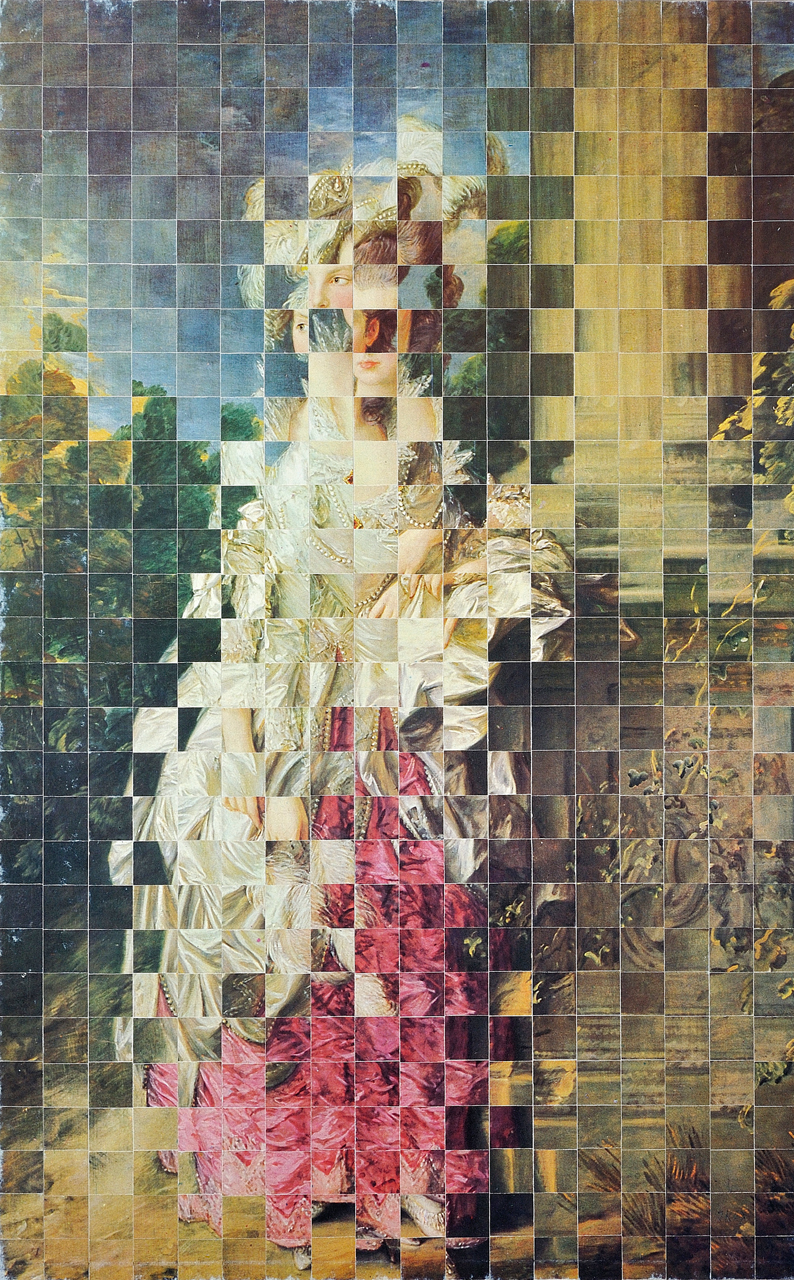
Jiří Kolář, Lady in love (1967), rollage-cubomania
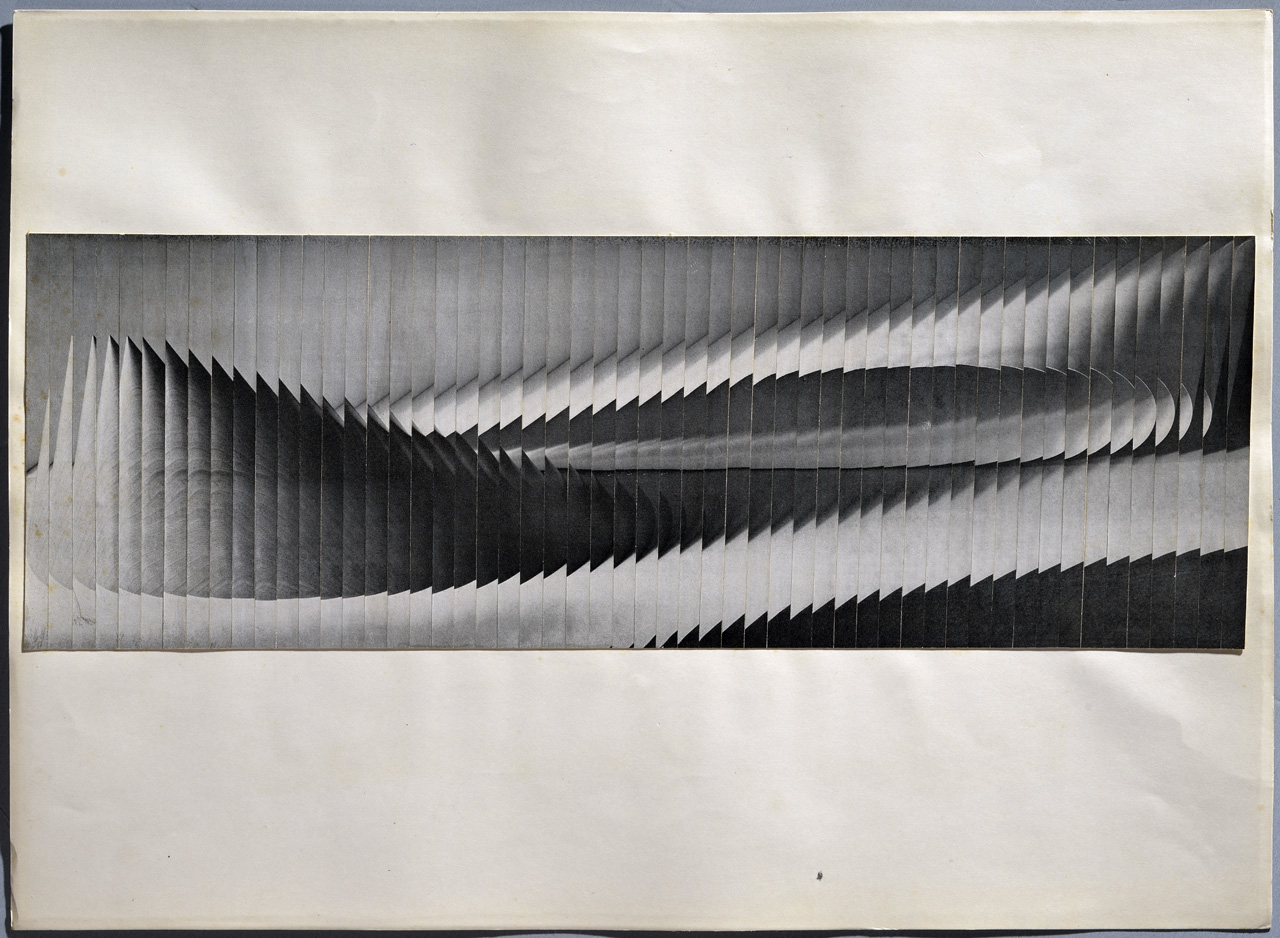
Jiří Kolář, No title (1959-1962), rollage
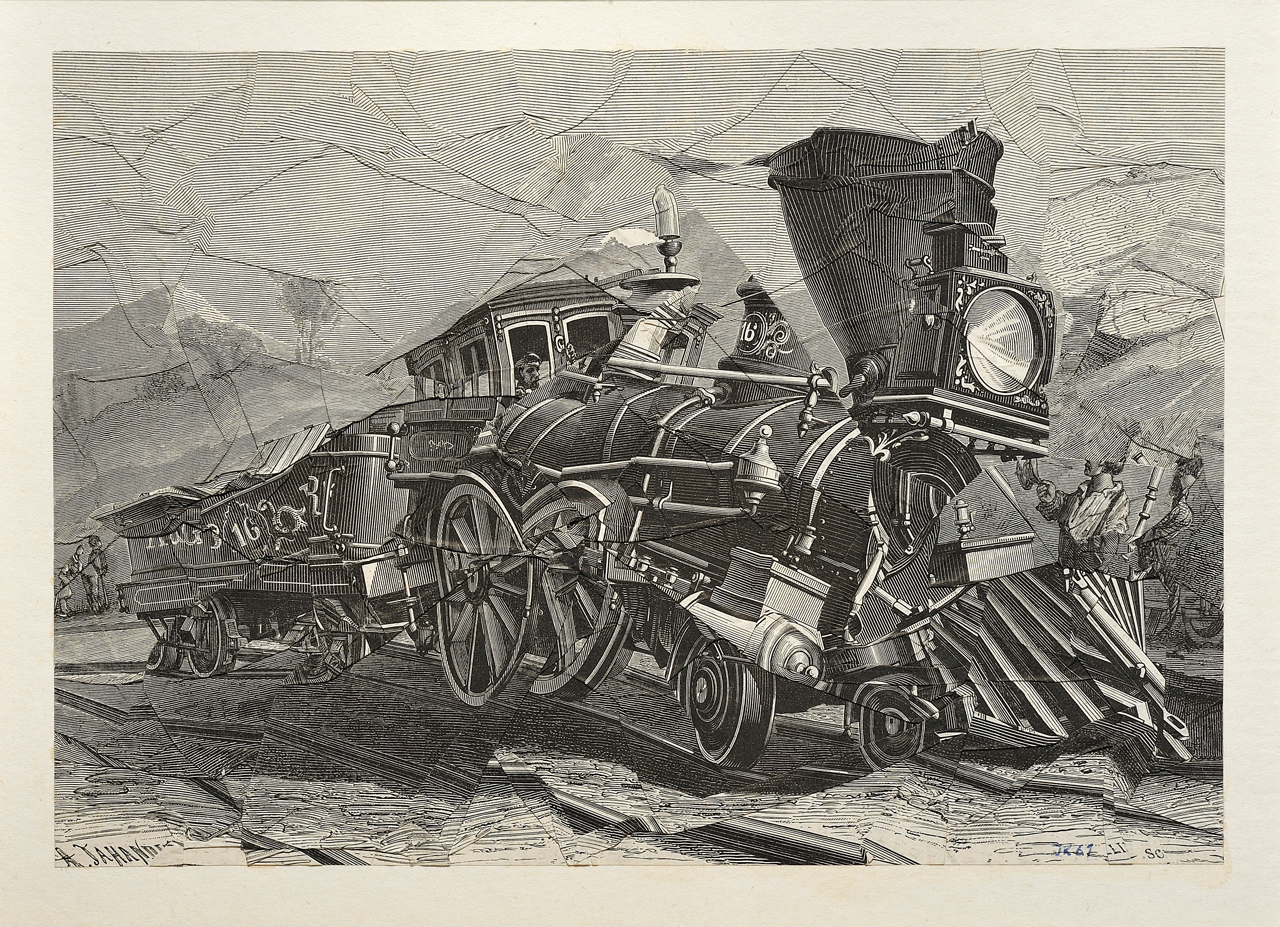
Jiří Kolář, Serve to Muse, at least once (1962), froissage
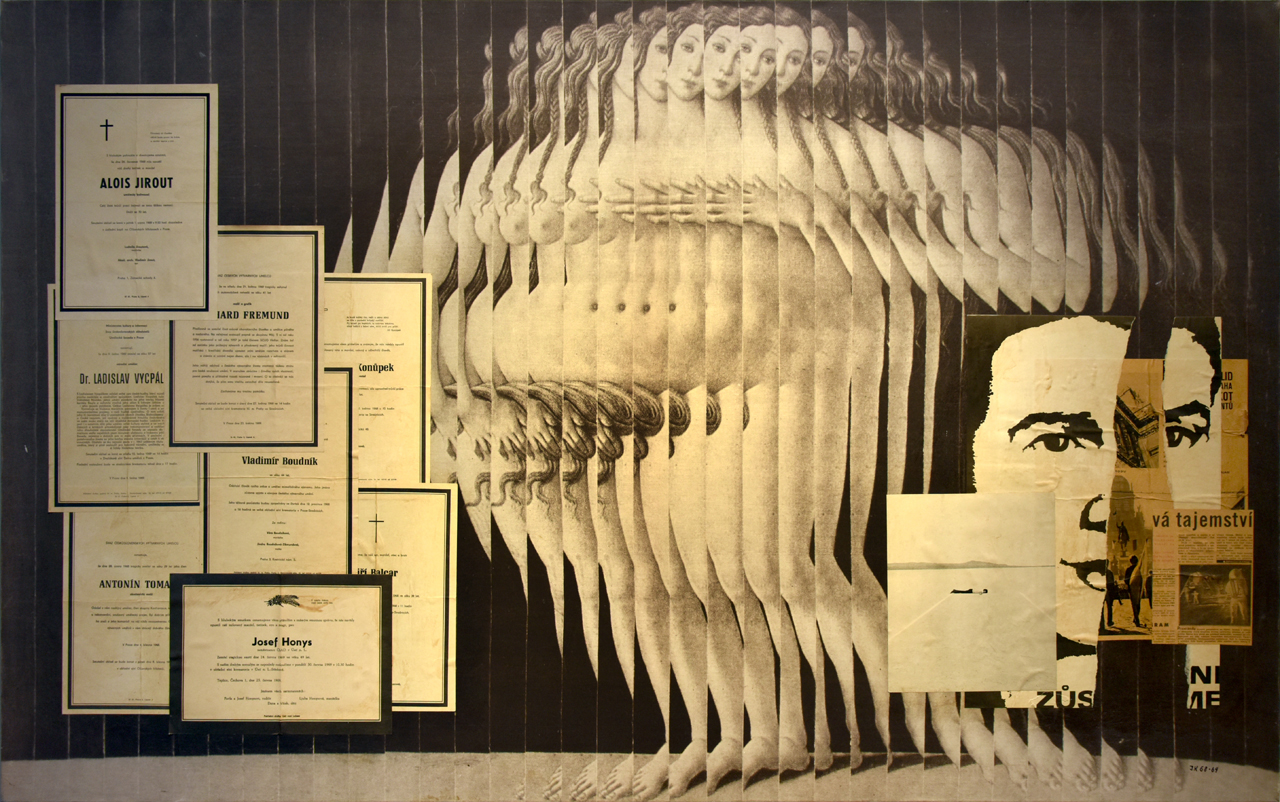
Jiří Kolář, Hommage to Jan Palach (1968-1969), rollage and collage
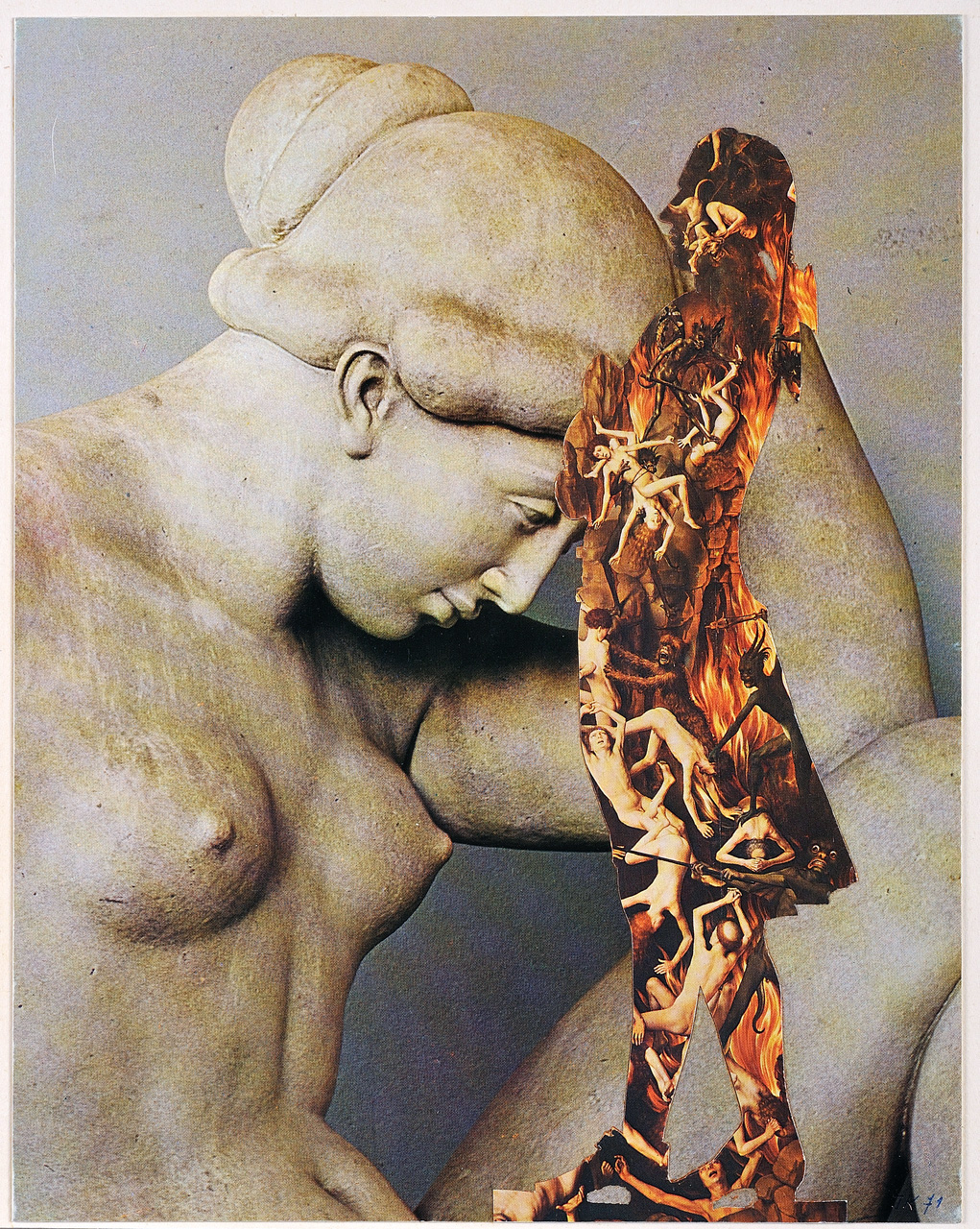
Jiří Kolář, Beautiful hell (1971), prollage
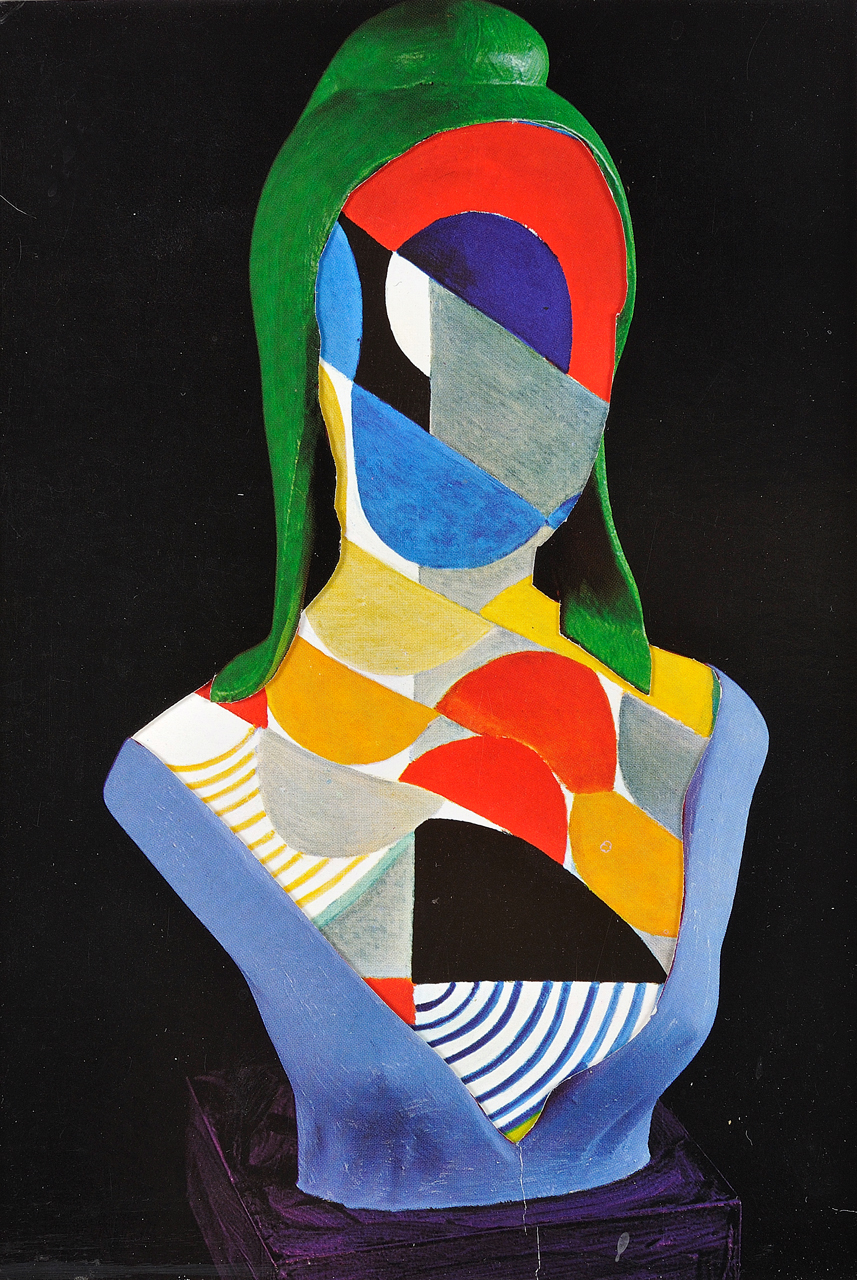
Jiří Kolář, P.F. 89 (1988), intercollage
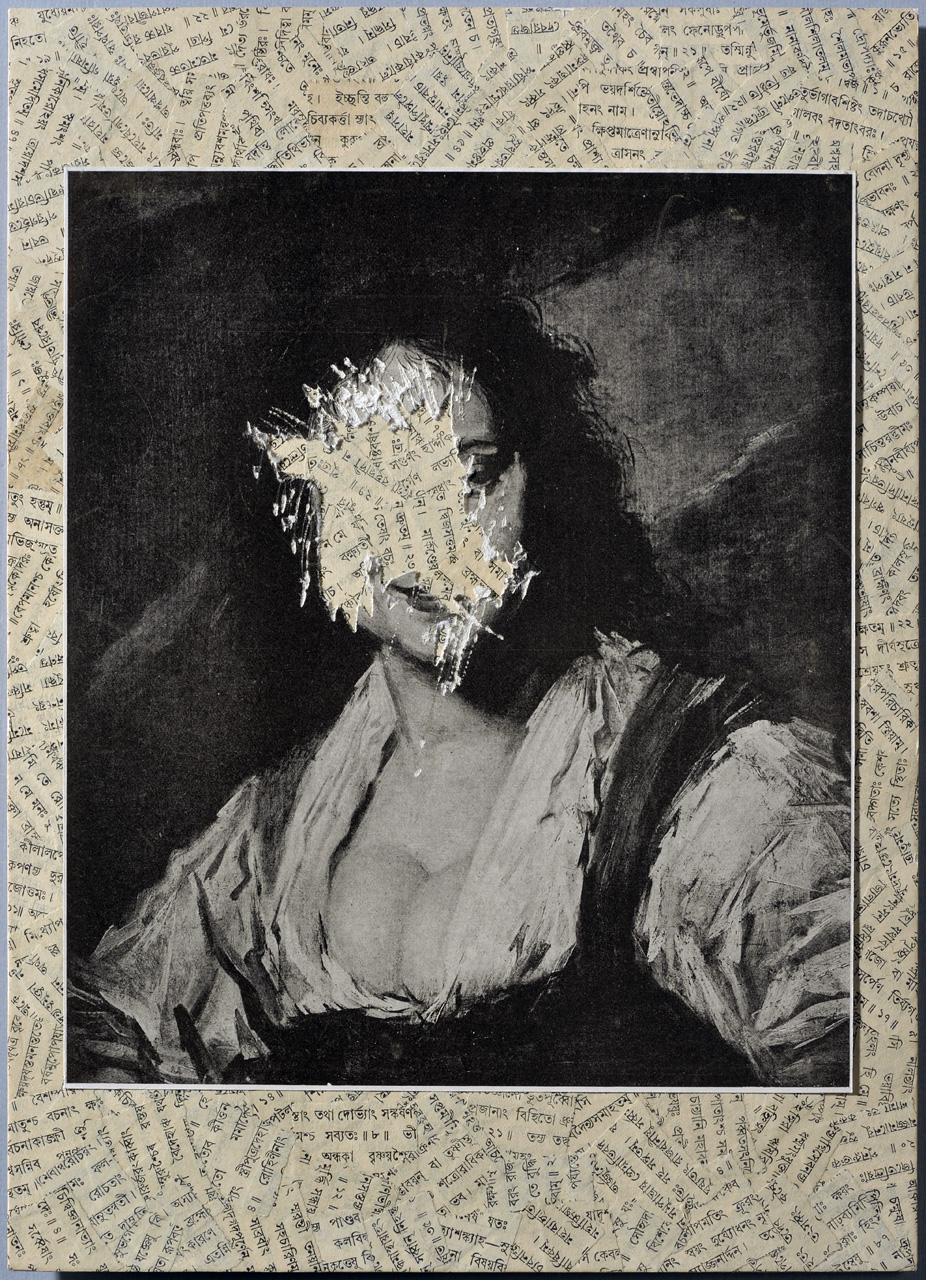
Jiří Kolář, No title (1965), scratched collage and chiasmage
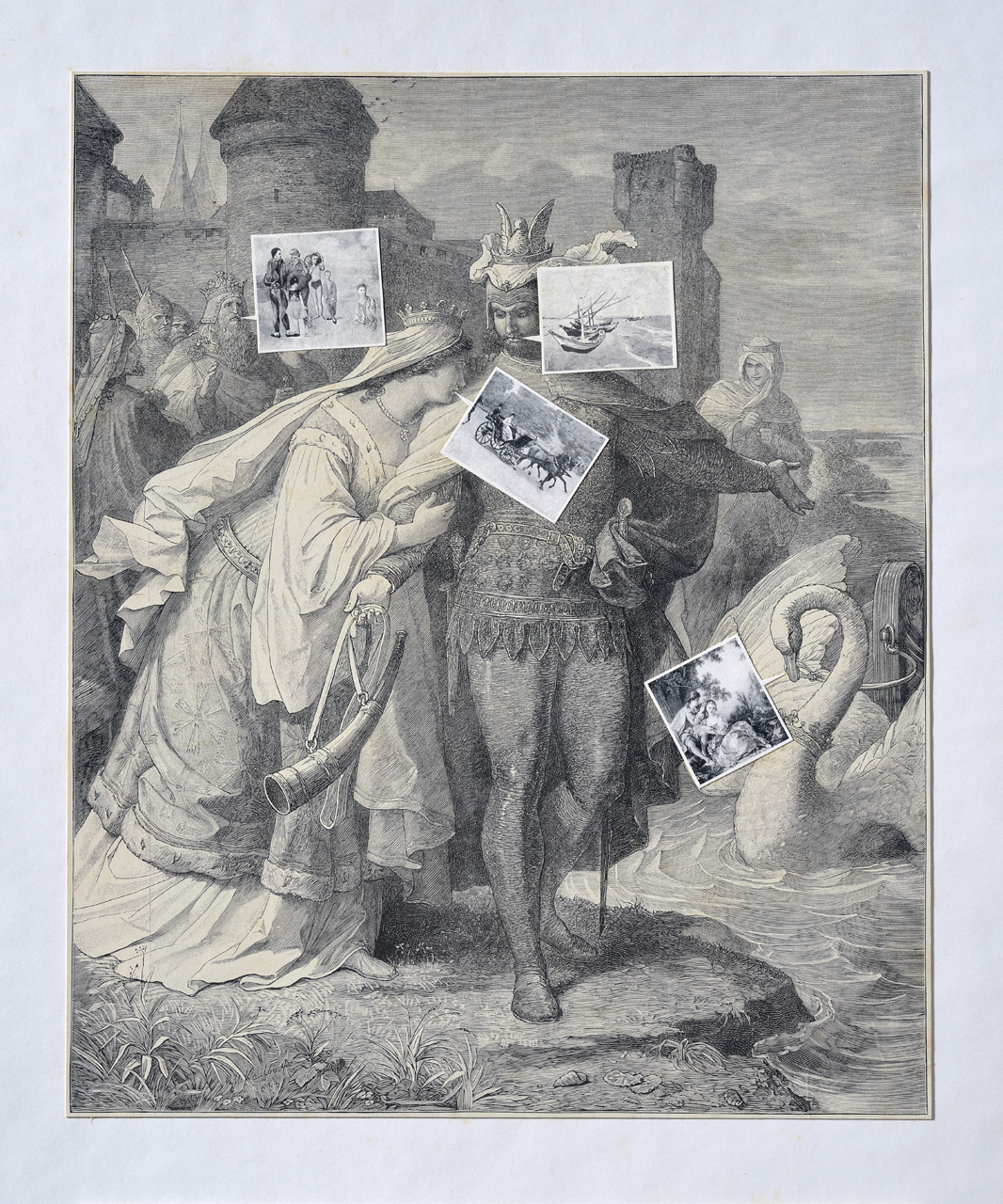
Jiří Kolář, Lohengrin, comics (1964), collage
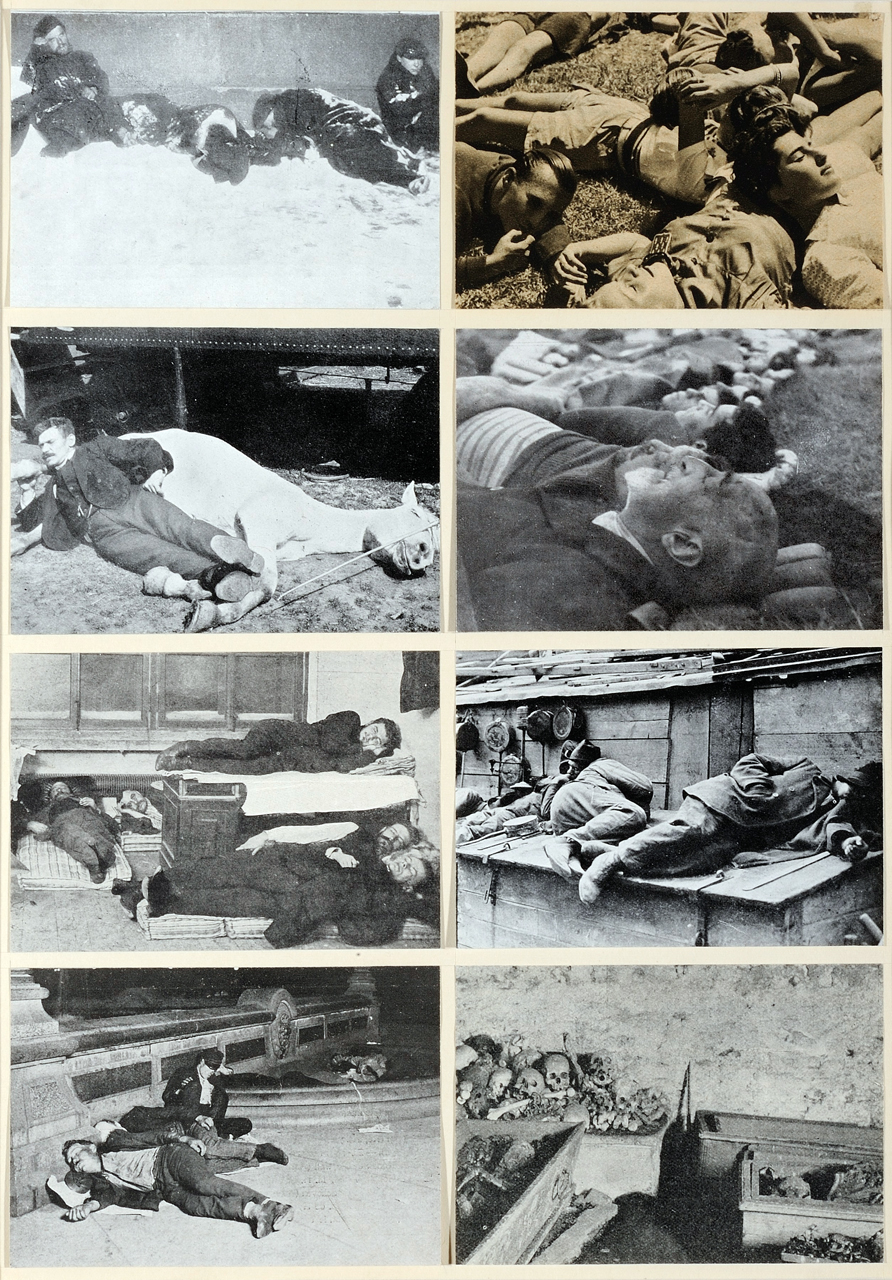
Jiří Kolář, Sleepers (1952), confrontage
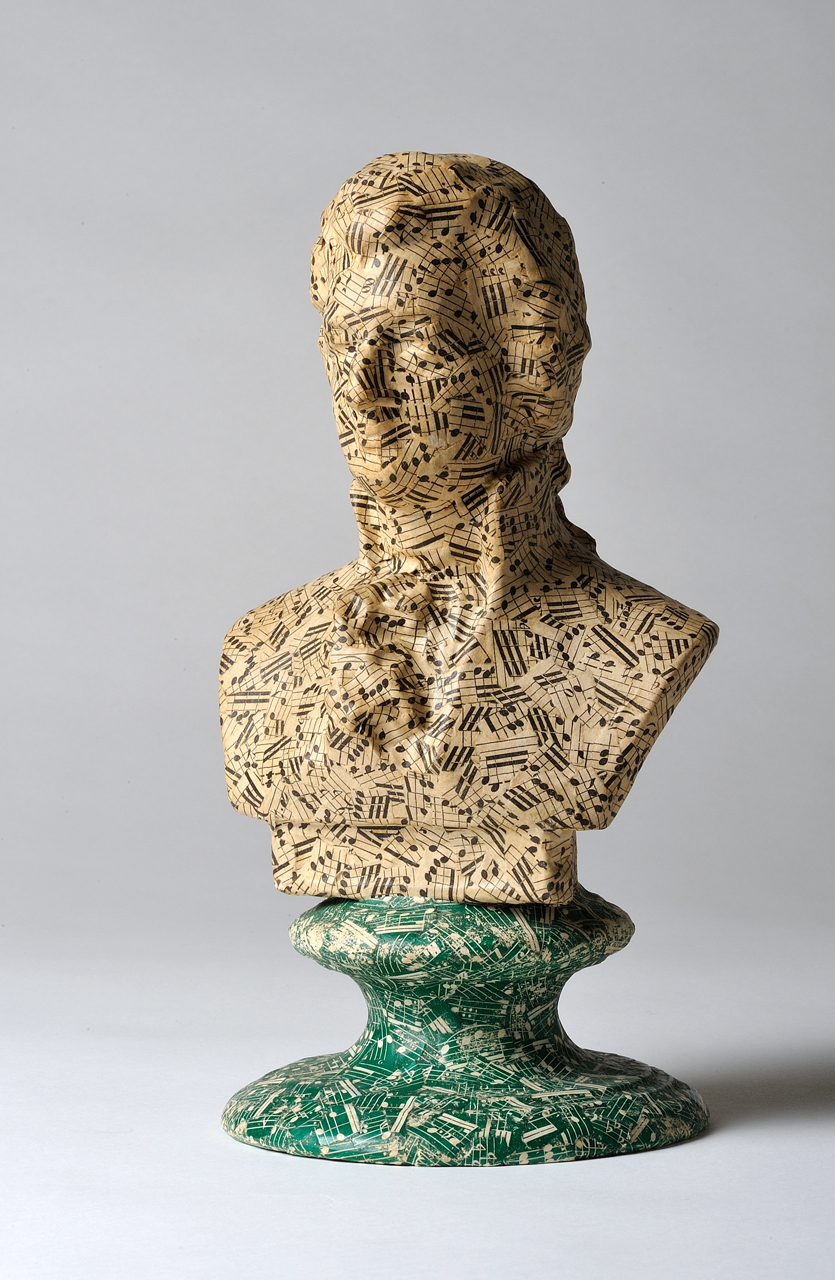
Jiří Kolář, W.A. Mozart (60s), chiasmage, collaged object
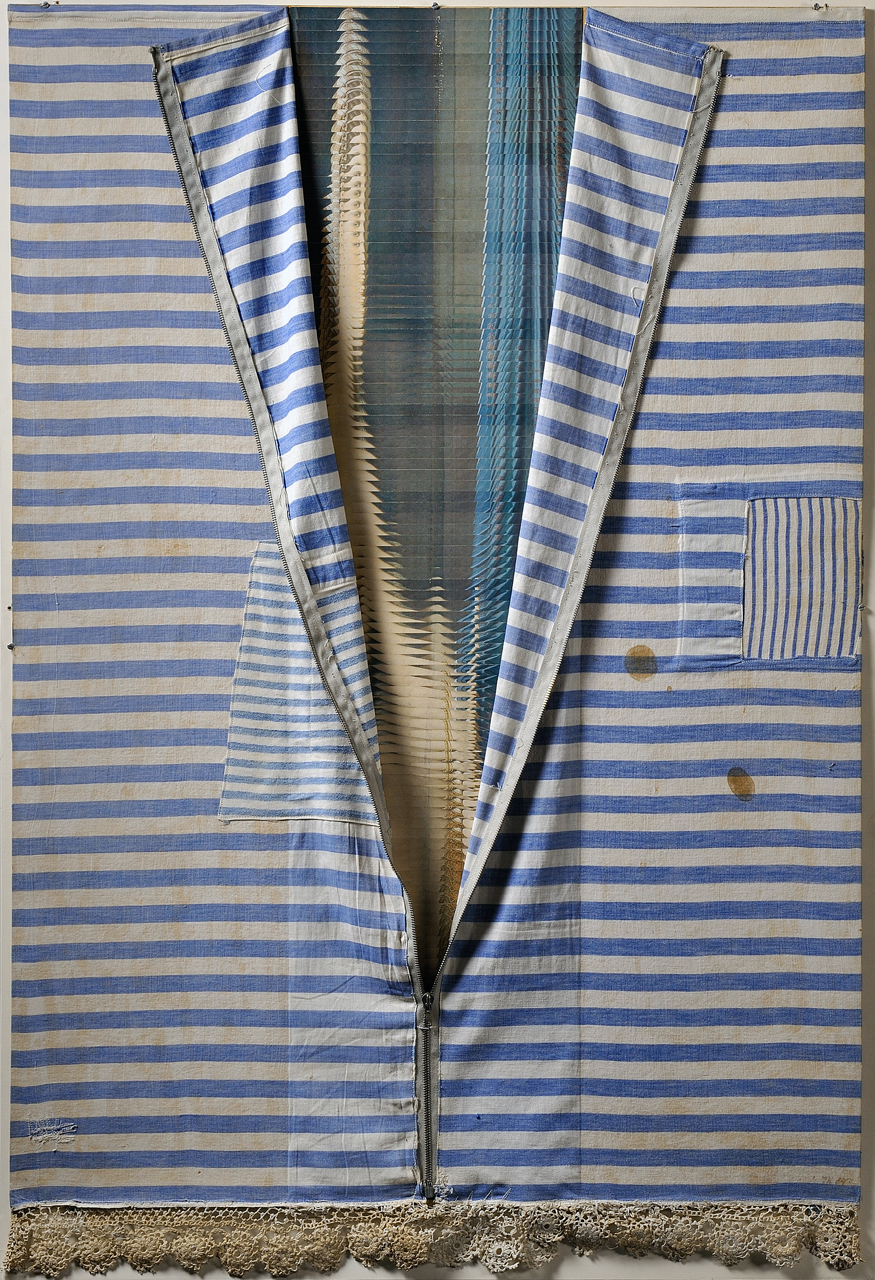
Jiří Kolář, Odalisque (1964), unzipped collage, rollage

## Exposition
- 2016
  - Galerie Lelong, Paris - FRANCE
- 2015
  - Museo di Piittura Murale & Galleria Open Art, Prato - ITALIE
- 2014
  - Kunstforum Ostdeutsche Galerie, Regensburg - ALLEMAGNE
- 2011
  - Gallerja Roma - ITALIE
- 2008
  - Galerie Lelong, Paris - FRANCE
- 2003
  - Amos Anderson Museum, Helsinki - FINLANDE
- 2002
  - Musée des Beaux Arts, Dijon - FRANCE
- 2001
  - Galerie Nationale, Prague - RÉPUBLIQUE TCHÈQUE
- 1998
  - Palazzo Barberini, Rome - ITALIE
- 1996
  - Museo Nacional Centro de Arte Reina Sofia, Madrid - ESPAGNE
- 1992
  - Galerie Lelong, Paris – FRANCE
- 1991
  - Historiska Museet, Stockholm - SUÈDE
- 1990
  - Institute of Contemporary Arts, Londres - ANGLETERRE
- 1984
  - Museum of Modern Art, Oxford – ROYAUME UNI
- 1978
  - Albright-Knox Art Gallery, Buffalo, New York – ÉTATS-UNIS
- 1974
  - The Solomon R. Guggenheim Museum, New York – ÉTATS-UNIS